# 줄루 돈
줄루 돈(Zulu Dawn)은 미국에서 제작된 더글러스 힉콕스 감독의 1979년 모험, 드라마, 전쟁 영화이다. 밥 호스킨스 등이 주연으로 출연하였다.

## 출연

### 주연
- 밥 호스킨스
- 버트 랭카스터
- 피터 오툴